# Plac Flagey
Plac Flagey (fr. Place Eugène Flagey, nid. Flageyplein) – plac w Ixelles, gminie miejskiej w Belgii, położonej w Regionie Stołecznym Brukseli. Nazwa placu pochodzi od nazwiska burmistrza Ixelles, Eugène Flagey.